# Dartitis
Unter Dartitis versteht man eine fokale Dystonie, die bei Dartspielern zu Problemen beim Abwerfen des Pfeiles führt.
Der Begriff ist kein medizinischer Fachbegriff. Er geht möglicherweise auf Tony Woods zurück, den Redaktionsleiter des World Darts Magazine, der ihn erstmals im Januar 1981 gebrauchte. 2007 wurde Dartitis ins Oxford English Dictionary (OED) aufgenommen, wo es als „A state of nervousness which prevents a player from releasing a dart at the right moment when throwing“ (‚Ein Zustand der Nervosität, der einen Spieler davon abhält, den Dart während des Wurfes zum richtigen Zeitpunkt loszulassen‘) beschrieben wird. Laut OED erfolgte die erste nachgewiesene Verwendung des Begriffs 1977 in der britischen Tageszeitung Daily Mirror.
Das Phänomen ist mit dem Yips im Golf vergleichbar und lässt sich nicht auf den Dartsport eingrenzen; aus dem Alltag ist der Schreibkrampf bekannt. Als mögliche Ursache wird die auch Musikerkrampf genannte neurologische Erkrankung fokale Dystonie genannt.

## Berühmte Beispiele

### Eric Bristow
Der zu diesem Zeitpunkt bereits fünffache Weltmeister Eric Bristow sprach in einem Interview über seine Dartitis. Erstmals bemerkt hatte der Engländer die Probleme bereits 1986, dem Jahr seines letzten Weltmeister-Titels. In der Folgezeit musste Bristow seinen Wurf merklich verändern. Er konnte zwar weiter auf hohem Niveau weiter spielen, erreichte aber nie wieder solch große Erfolge, wie er sie vor seiner Dartitis feiern konnte.

### Mensur Suljović
Der Österreicher Mensur Suljović gilt als eines der wenigen Beispiele, für Spieler die eine Dartitis überwinden konnten und anschließend sogar ein höheres Niveau erreichten. Zu Beginn seiner Karriere konnte er große Erfolge im Soft-Tip feiern und qualifiziert sich im Steeldart 2002 für die BDO-Weltmeisterschaft qualifizieren. Dann entwickelte sich bei ihm die Dartitis, mit der er zwei Jahre kämpfte. Im Interview berschrieb Suljović selbst, dass er den Pfeil nicht mehr loslassen konnte und seither „komplizierter“ wirft. In Gegenüberstellungen lässt sich in der Tat ein großer Unterschied erkennen. Während er zuvor einen relativ flüssigen Wurf hatte, pflegt er es nun den Pfeil vor dem eigentlichen Wurf einige Male zu drehen. Suljović beschreibt zudem, dass „fast alle“ Spieler Probleme mit Dartitis hätten, aber wenig darüber gesprochen würde. Trotz dieser Schwierigkeiten gelang es dem Österreicher später sich bei der Professional Darts Corporation zu etablieren und mit der Champions League of Darts 2017 als erster Spieler aus dem deutschsprachigen Raum ein Major-Turnier zu gewinnen.

### Mark Webster
Der Fall des Walisers Mark Webster ist insofern ein besonderer, als dass bei ihm auch der Stand betroffen ist. Zu seinen besten Zeiten war Webster für seinen Sieg bei der BDO-WM 2008 sowie seinen Sieg über Phil Taylor bei der PDC-WM 2011 bekannt. Ab 2015 begann er jedoch Schwierigkeiten zu entwickeln während des Wurfs ruhig stehen zu bleiben. Dies führte dazu, dass er zeitweise mit einem Fuß über das Oche treten musste, um seinen Körper vor dem Fallen zu bewahren. Webster selbst beschreibt ein „Zögern“ vor dem Loslassen des Pfeils, das er bis heute nicht loswird. Er beende schließlich 2019 seine Profikarriere und ist mittlerweile als TV-Experte bei Sky Sports England tätig.

### Berry van Peer
In besonders starker Ausprägung zeigte sich Dartitis beim Grand Slam of Darts 2016, als der Niederländer Berry van Peer große Probleme hatte seine Pfeile im richtigen Moment loszulassen. Gerade im zweiten Gruppenspiel gegen Gary Anderson waren die Probleme so massiv, dass van Peer unter Tränen spielte. Er hat die Dartitis allerdings weitgehend überwinden können und qualifizierte sich 2024 sogar erstmals für eine PDC-Weltmeisterschaft.

### Nathan Aspinall
Ein aktuelles Beispiel ist Nathan Aspinall. Seit einigen Jahren lässt sich nun bereits beobachten, dass Aspinall vor wichtigen Würfen oftmals mehrere Male ansetzt um schließlich zu werfen. Zunächst führte der Engländer dies in Interviews auf ein Zucken des Augenlids oder darauf zurück, dass der Pfeil nicht richtig in seiner Hand lag. Mittlerweile spricht Aspinall selbst von Dartitis und hat sich Hilfe von einem Hypnotiseur gesucht.

### Weitere bekannte Dartspieler, die Dartitis haben oder hatten
- Richie Burnett[18]
- Jules van Dongen[19]
- Beau Greaves[20]
- Kevin Painter[21]
- Gian van Veen[22]
- Mark Walsh[23]